# 同志雷达
同志雷达或称同性恋雷达，是英文单词gay（男同性恋者）和radar（雷达）的合成词，是指人们判断别人的性别取向为同性恋、异性恋或双性恋的一种直观的能力，形象地来讲，就像蝙蝠那样能发出超声波的能力，看透对方是不是同性恋。无论男女、同性恋或异性恋都有可能具备这种能力。同性恋雷达这一判断别人性取向的能力主要是人们根据一些非语言的线索和对同性恋的刻板印象来实现的，如通过观察人的长相、肢体语言、说话时的语调等其他行为习惯是否符合典型的性别特征来判断。

## 同名电影
《同性恋雷达》（Gaydar）是拉里（Larry LaFond）导演的一部喜剧短片，讲述了一个关于能分辨人的性别取向的仪器——同性恋雷达的故事。兰迪非常喜欢和他一个办公室的同事杰克，兰迪的另一个朋友弗兰克林那也很喜欢杰克，但他们两人都不知道杰克是同性恋还是异性恋。直到有一天在一次庭院售物活动中，杰克之前的伴侣莫里斯出售了能分辨人的性别取向的神秘仪器——同性恋雷达有了这个强大的工具，兰迪和弗兰克林那终于能解开心中的疑惑，勇敢地追求自己的幸福了……

## 科学实验
科学家做过许多实验研究同性恋感应雷达是否存在，早期研究要求实验者判断影片中人物的性别取向，该研究发现同性恋感应雷达并非真实存在。 但是，之后一系列发表在权威心理学杂志上的研究论文运用严谨的实验方法，证明人们确实可以准确判断他人的性别取向，即同性恋感应雷达是真实存在的。以下简单列举了部分实验。
有个实验的地点是在华盛顿大学，以该校大学生为研究对象，在实验中采取的是黑白照片而不是早期研究所用的短片，且每张照片在每个人面前仅出现50毫秒，相当于眨眼的时间。值得注意的是，照片中的人物通过技术处理，去掉了头发、佩戴的首饰等。这项研究表明，大多数人可以准确判断他人的性别取向，并且准确率最高达到了80%。在这个实验中，参与实验的人主要是通过面部特征来判断他人的性别取向。很明显，实验结果告诉我们，同性恋感应雷达是存在的。 
另一项研究表明，人们在判断他人性别取向时仅需要1/25秒，如果给予参与实验者更多的时间，他们的准确率将更高。 耶鲁大学的心理学实验同样表明人们在短时间内仅通过短片就可以判断影片中人们的性别取向，这种方法与早期的研究方法类似，但却得出了不同的结论。
还有些实验是测试人们是否可以通过声音来判断他人的性别取向。研究发现，人们确实可以通过声音来判断他人是否是同性恋，尤其是判断男性是否为同性恋。有声学学者专门研究男性异性恋与同性恋在语音、发音上的区别，最明显的就是在“s”的发音区别上。因此，基于声音判断的研究也表明同性恋感应雷达是存在的。

## 同性恋雷达的判断机制
同性恋雷达实际上是通过人们外在的特征（包括面部特征、生活习惯、体态姿势、声音、行为等）来判断他人是否为同性恋。这些特征是基于大量的统计数据发现的，对于单一的个体来说会出现例外。以下列举了四个特征。
特征1：发涡（男性）
男同性恋比男异性恋更有可能有一个逆时针方向的发涡。
特征2：拇指指纹的密度（男性）
男同性恋大拇指和小拇指指纹更有可能比男异性恋更加密集。
特征3：手指的长度（男性和女性）
大多数男异性恋的食指比无名指短，男同性恋正好相反；大多数女异性恋的食指比无名指长或是一样长，而女同性恋的食指可能比无名指短。
特征4：左右手的灵巧度（男性和女性）
比起异性恋，男同性恋和女同性恋有50%的概率更有可能是左撇子（指在生活中使用左手更加方便和灵活）。
从生物学上来讲，同性恋与异性恋外在特征上的差异，实际上是由于在青少年发育时期，不同激素作用于下丘脑所产生的，因而在成年后将表现出不同的特征。而同性恋雷达正是通过外在的特征和行为特点来判断他人的性别取向，既然从生物学角度上来讲，同性恋确实表现出与异性恋不同的外在特征，那么人们就可以通过这些特征来判断一个人的性别取向。

## 准确度的探索
同性恋雷达的准确度问题也是心理学家关注的一个重点。美国西北大学（Northwestern University）的Gerulf Rieger教授对这一问题展开了探索。在这篇论文中他进行了一系列实验去检验同性恋雷达的准确性，在实验中，共有25名同性恋和23名异性恋参与，被试者根据影像片段中提供的行为特征判断性别。总体来看，被试的表现都挺好。75%的同性恋者和87%的异性恋者被准确地“探测”出来了。如果被试们都只是随机猜测，那么总体准确率应该在50%左右，因此，这一结果显然意味着，人们确实能在某种程度上“侦测”出他人的性取向，而不仅仅是盲目的猜测。此外，不同性别以及不同性取向的被试者没有表现出明显差异，这意味着这种探测能力并不是某类特定人群的专长。在不同信息类型的影响力方面，结果则显示，外表和语言所产生的影响是最重要的。
接着研究者们进行了第二项研究，考察了“同志雷达”与典型/非典型的性别特征之间有多少程度的关联。研究2所用的资料及过程与研究1完全相同，唯一的区别在于，研究2让被试们根据所得到的关于目标人群的信息，来评估此人的男性化或者女性化程度。评估的结果与研究1中关于性取向的判断是有关联的。考虑到各类信息（动作、言语、外形），被认为最不符合典型性别特征的人最有可能被归类为同性恋，而最符合典型性别特征的人则最容易被认为是异性恋。也就是说，在研究2中被认为最有男人味(指男性化特征)的男性和最有女人味(指女性化特征)的女性在研究1中基本都被认为是异性恋的；相反，更女性化的男性和更男性化的女性则更容易被认为是同性恋。这意味着人们在试图辨别他们的性取向时，关注的可能是此人是否符合典型的性别特征。

## 不同群体的差异性
普遍认为，同性恋群体相比于异性恋而言具有更好的同性恋雷达感知力。这个观点背后的假设是，同性恋有更多机会接触同性恋者，因此他们对同性恋的独特性为和生活习惯有更多的经验认识，并且他们更有动机去正确判别其他人的性别取向。一些学者的行为研究数据对着一个常识做出了验证。一项研究发现，同性恋的确比异性恋能更准确的从简短的视频和对话中识别其他人的性取向。但也有学者的实验结果表明，这一现象并没有想象的那么明显。总的来说，同性恋人群也许会在判断性取向上有一些优势，但实验表明这一优势并不是稳定的。
同性恋雷达在不同性别之间也可能存在差异。 研究表明，女性的辨别男性性取向的这种能力，和她们想要孩子的冲动有着一定的关系。在三组实验中，大约40名女异性恋志愿者观看一组80名男士的脸部照片，这80名男性的表情是相同的。研究人员发现，受访的女性志愿者们明显拥有着识别出男同性恋和异性恋的能力。但在使用女性照片的类似实验中，这些志愿者却不太能够分辨的出来。进行此项研究的多伦多大学科学家们比较了分辨结果后发现，处于排卵期中的女性们，其“同性恋雷达”最为精确。首席研究员尼古拉斯-鲁尔(Nicholas Rule)教授说：“女性在辨别另一个女性的性取向时效果并不明显，这表明生育影响着女性感知潜在男性伴侣性取向的准确度。”
在后续的实验中，有一半的女性被要求在测试前去读一篇关于爱情的故事，以创造一个比较浪漫的形态。结果发现这些女性能够更加准确的识别男同性恋，这表明女性的直觉不止受生物钟的影响，在恋爱的状态下这种“本领”更加强大。鲁尔教授表示，这些研究结果说明女性分辨男同性恋的准确度可能会有所不同，原因在于她们处于不同的生育周期，浪漫的心态也能够提高她们识别的准确度。